# Theodore Earl Butler
Pour les articles homonymes, voir Butler.
Theodore Earl Butler (12 octobre 1861 à Columbus (Ohio)-2 mai 1936 à Giverny) est un peintre impressionniste américain. Au-delà de son œuvre, il est connu pour le rôle qu'il a joué entre les peintres américains résidant alors à Giverny et Claude Monet, dont il épouse successivement deux de ses belles-filles, Suzanne Hoschedé, et après le décès de cette dernière, sa sœur aînée, Marthe.
Par sa fille Lily, il est le grand-père du peintre Jean-Marie Toulgouat.

## Biographie

### Formation aux États-Unis
On sait peu de choses sur ses premières années. Il naît en 1861, à Colombus, dans l'Ohio ; fils de Philip Livinston Butler, un riche épicier en gros, industriel et promoteur des chemins de fer, il est admis en 1879 au Marietta College (Washington) en tant qu'étudiant en deuxième année (sophomore). Avant qu'il n'en sorte diplômé en juin 1882, il semble avoir reçu une formation artiste d'un certain « Foley » ou « Fowley », dont on pense qu'il s'agit peut-être du peintre Albert C. Fauley. Toujours est-il qu'en 1883 il entre au Art Students League de New York. 

### Vie en France

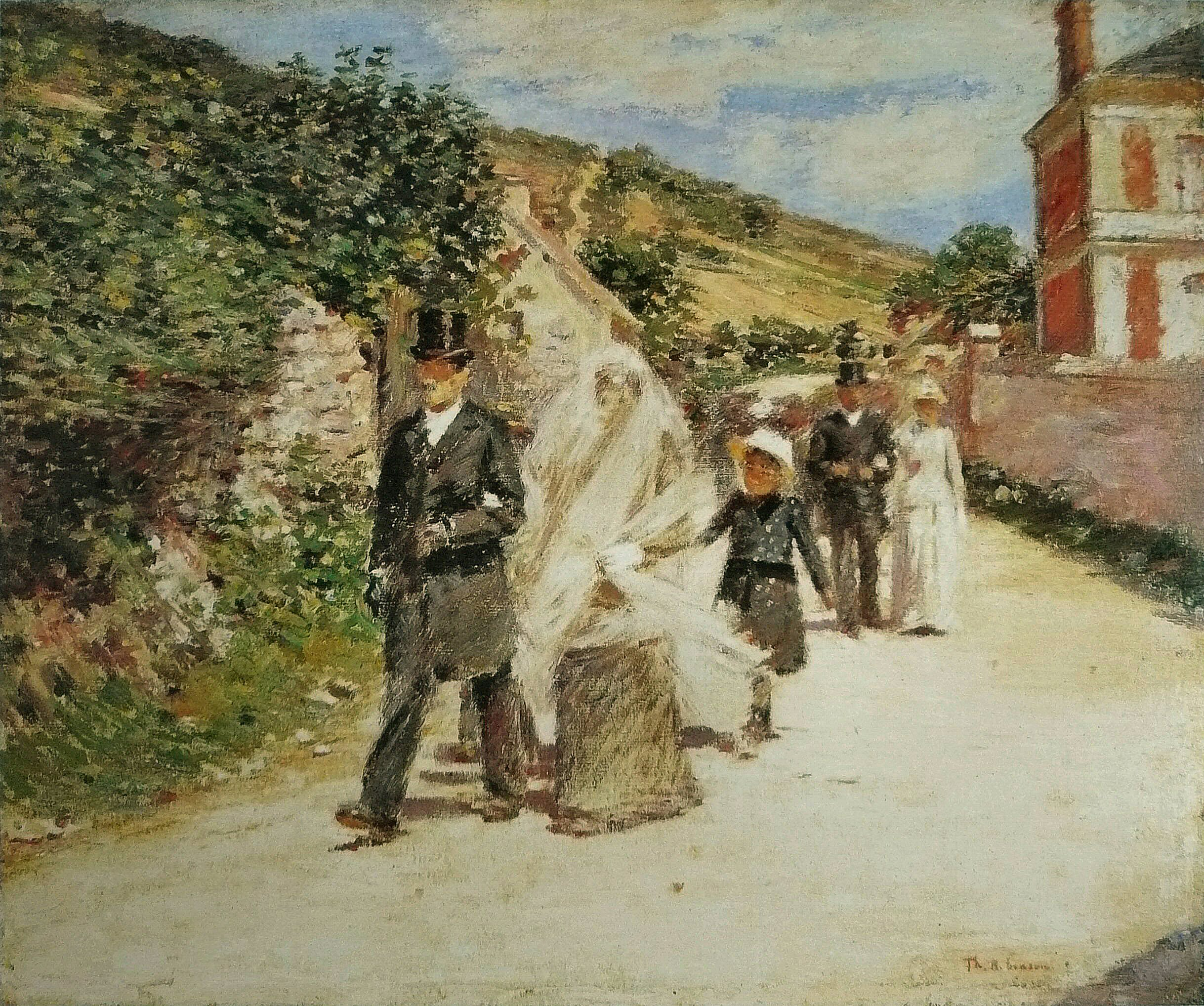
The Wedding March, (1892)
Theodore Robinson
Cortège nuptial de Suzanne Hoschedé et de Theodore Butler
Terra Foundation, Chicago

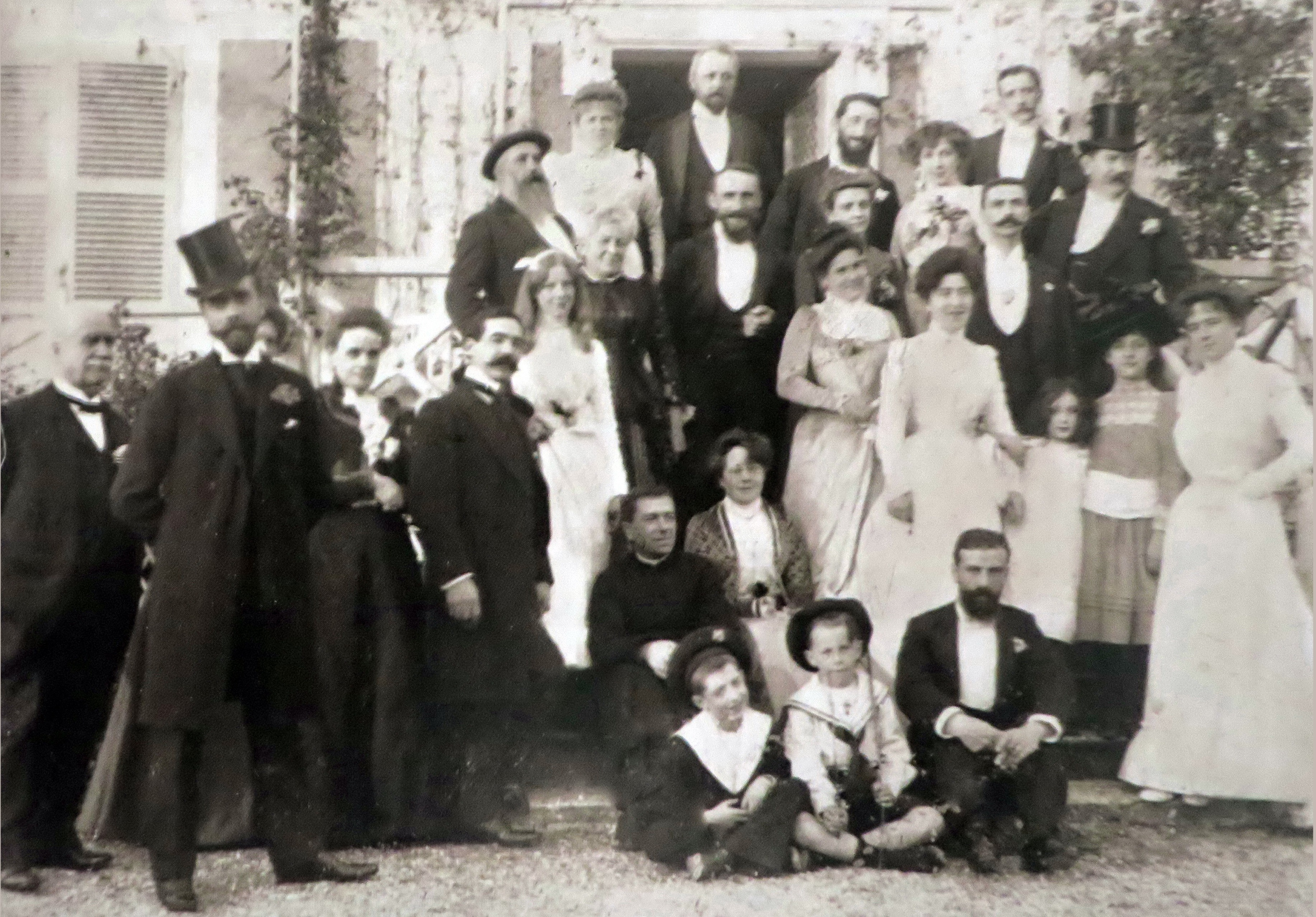
La famille Monet-Hoschedé fête le mariage de Marthe Hoschedé et de Théodore Butler. Le fils d'Alfred Sisley, Pierre, est assis par terre à droite ; sa sœur Jeanne Sisley est debout derrière lui ; Monet est sur les marches à gauche ; Paul Durand-Ruel à l'extrême-gauche ; Giverny, 31 octobre 1900.

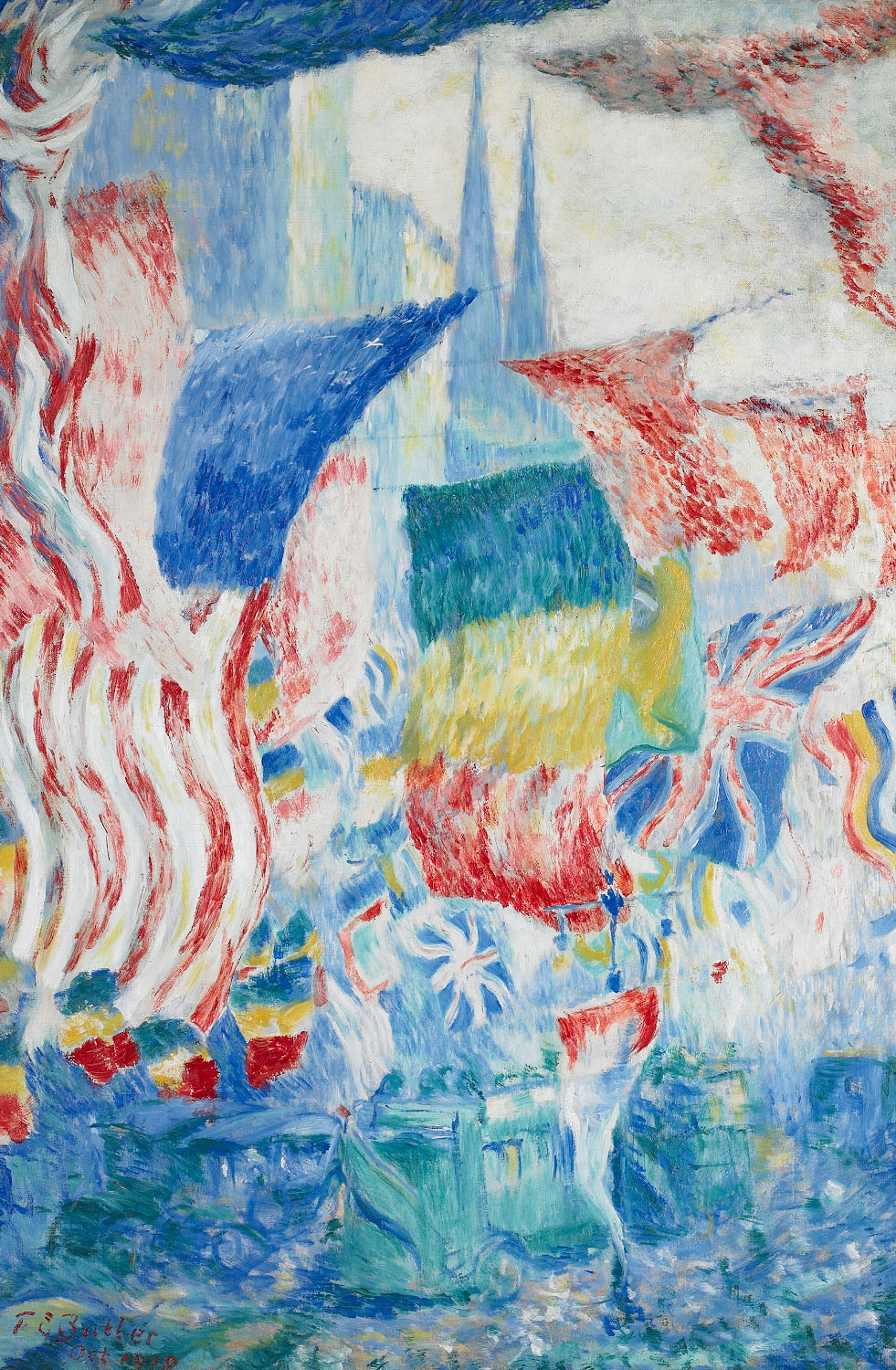
Flags (Drapeaux), toile de Theodore Butler (1918).

En janvier 1887, comme beaucoup de ses confrères, il va à Paris où il poursuit ses études, et obtient une mention « honorable » au Salon de 1888, pour sa toile La Veuve (The Widow). 
Avant de s'en retourner à New York, il se rend pour la première fois à Giverny au cours de l'été 1888.
Faisant partie de la colonie de peintres américains installés à Giverny, il y rencontre Suzanne Hoschedé, l'une des belles-filles de Claude Monet, et l'épouse le 20 juillet 1892. Il expose en 1895 chez Le Barc de Boutteville (Paris),.
Après la mort de Suzanne en 1899, sa sœur aînée, Marthe, aide Theodore Butler à élever leurs deux enfants, James et Lilly, et tous deux se rendent d'abord à New York ; ils se marient à leur retour en France, le 31 octobre 1900. Theodore Butler poursuit en France sa carrière de peintre, où il reste actif jusqu'à la veille de la Première Guerre mondiale, exposant régulièrement au Salon.

### Retour temporaire à New York
Les Butler passent les années de 1913 à 1921 à New York, où ils présentent plusieurs toiles à l’Armory Show de 1913. Il participe à deux expositions à Colombus en 1914 et 1915.
En 1921, la famille Butler retourne à Giverny. 
Il meurt à Giverny en 1936.

## Importance
Il compte parmi les peintres importants de l'impressionnisme américain, et constitue du fait de son mariage un lien essentiel entre la communauté des peintres américains de Giverny et Claude Monet lui-même. 

### Artistes connexes
- Claude Monet
- Suzanne Hoschedé
- Impressionnisme américain